# Alem (beatboxeur)
Pour les articles homonymes, voir Alem.
Alem, de son vrai nom Maël Gayaud, né le 25 mars 1992 à Lyon, est un beatboxeur français.
Il est champion du monde 2015 de beatbox en solo grâce à sa victoire face à NaPoM. Et champion de la même année en duo avec BMG (Twenteam'8).

## Biographie

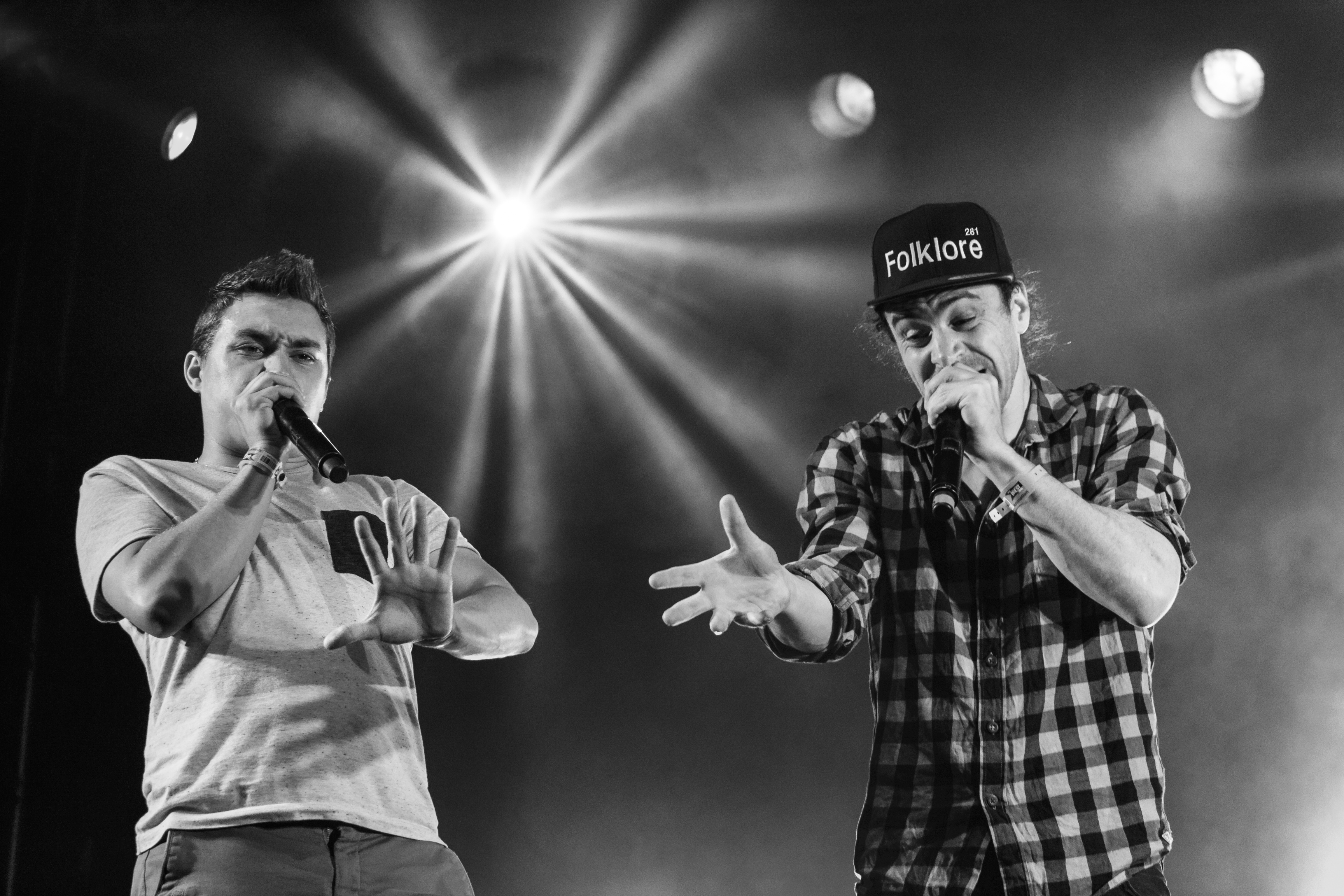
Alem & Krismenn

En 2012, invité par le chanteur breton Krismenn à se produire en Bretagne, les deux beatboxers finissent par faire ensemble une danse gavotte sous forme de battle de beatbox. L'essai est concluant et l'alliance semble naturelle. D'autant que Krismenn apprend ensuite à son compère des bribes de vers bretons, pour lui répondre sur scène, à la manière d'un couple de kan ha diskan (« chant et contrechant »). Alem s'approprie la technique du chant à répondre, en suivant notamment un stage avec Erik Marchand et réussi à intégrer l’accentuation spécifique à la gavotte dans son beatbox. En novembre 2012, ils participent au plus grand fest-noz de Bretagne, Yaouank à Rennes. Plébiscité dans les fest-noz, le duo est adoubé par le monde du beatbox, notamment lorsqu'il se produit à l'occasion du 7e Human Beatbox Festival et lorsqu'il rend visite à la «famille» de beatboxers américains à Brooklyn.
Vice-champion du monde de Human Beatbox 2012, Alem devient champion du monde à 24 ans en 2015. Entre-temps, il se produit avec Krismenn sur diverses scènes (Vieilles Charrues, festival Chants de Vielles Montréal, Les Suds Arles, FMM Sines, Festival d'Art Huy, Eurofonik Nantes, Dock des Suds à Marseille) et enregistrent un EP autoproduit grâce au crowdfunding. 
En 2015, il participe au projet Jazz Beatbox Project du pianiste et compositeur Alfio Origlio avec le percussionniste Stéphane Edouard avec qui il enregistre l'album Bogota Airport entre culture urbaine et world musique.
Engagé en 2015 sous le label des Vieilles Charrues, le duo tourne en Bretagne avant d'être la révélation du festival l'été, le samedi soir sur la grande scène après The Prodigy et en ouverture du show de JoeyStarr devant 55 000 festivaliers, puis le lendemain après-midi. En 2016, le duo réalise une tournée dans les grands festivals européens et à l'international : Printemps de Bourges après avoir remporté le tremplin les Inouïs, les Vieilles Charrues à New York (4 000 festivaliers à Central Park), Paléo festival en Suisse, Belgique, Angleterre, Québec (dont les FrancoFolies de Montréal), Fest' In Breizh au Viêt Nam.
En 2023 il participe au projet Human Flow du pianiste et compositeur Alfio Origlio avec de jeunes talents de la scène jazz : la chanteuse et violoniste Fleur Worku, le guitariste Noé Reine et le batteur Zaza Desiderio autour de compositions originales d'Alfio Origlio. Il participe à l'album Memories sorti en octobre 2024 distingué par Jazz Magazine "Disque choc".

## Palmarès
- Vice-Champion de France 2010 en solo
- Vice-Champion du Monde 2012 en solo
- Vice-Champion du Grand BeatBox Battle 2013 en solo
- Champion du France 2013 en solo et en duo avec BMG

- Champion du Monde 2015 en solo et en duo avec BMG
- Champion du GBB 2019 en duo avec Alexinho

## Discographie

### Les Collaborations
- 2019 : Bogota Airport (Alfio Origlio)
- 2019 : Secret Places (Alfio Origlio)
- 2024 : Memories (Alfio Origlio)